# Madagadipet
Madagadipet oder Madagadipattu (Tamil: மதகடிப்பட்டு Matakaṭippaṭṭu [ˈmad̪əɡʌɖiˌpːaʈːɯ]) ist ein größeres Dorf mit rund 7.500 Einwohnern im südindischen Unionsterritorium Puducherry. Beim Ort befindet sich ein mittelalterlicher Shiva-Tempel.

## Lage
Madagadipet befindet sich ca. 22 km (Fahrtstrecke) westlich der Stadt Puducherry (Pondicherry) bzw. ca. 17 km östlich von Viluppuram in einer Höhe von ca. 25 m ü. d. M. in einer Exklave des Unionsterritoriums Puducherry.

## Geschichte
Wie weit die Geschichte des Ortes zurückreicht ist unklar; seit der Mitte des 9. Jahrhunderts gehörte der Ort zum Herrschaftsgebiet der Chola-Dynastie.

## Sehenswürdigkeiten
Der Ende des 20. Jahrhunderts umfassend restaurierte, von einer Mauer umschlossene und dem Hindu-Gott Shiva geweihte Thirukundankuzhi-Tempelkomplex besteht aus einem Haupttempel mit einer kleinen, seitlich geschlossenen Vorhalle (mandapa) und der Cella (garbhagriha) mit einem ungewöhnlichen runden Turmaufbau mit Scheineingängen und einer gebauchten „Haube“ mit Vasenaufsatz (kalasha). In den Ecken des Flachdachs finden sich mehrere liegende Nandi-Bullen. Ein ähnlich gestalteter, jedoch deutlich kleinerer Schrein steht in unmittelbarer Nachbarschaft.
Vor dem Tempel befindet sich ein rechteckiges Geviert, welches ehemals als strohgedeckte große Versammlungshalle (mahamandapa) gedient haben könnte – heute ruht hier ein weiterer kleiner Nandi-Bulle.